# 里見義豊
里見 義豊（さとみ よしとよ、明応6年（1497年）? - 天文3年4月6日（1534年5月18日））は、戦国時代の大名。安房里見氏の第4代当主。里見義通の長男。
大永7年（1527年）12月23日、上総国菅生荘矢那郷の大野大膳亮に対して鋳物大工職の地位を与え、自らの金属需要を充足させようとした（『大野文書』）。

## 従来の説
永正15年（1518年）、父・義通が危篤となると家督を継ぐ。だが、義通の弟で叔父の実堯が義豊が15歳になるまでは陣代（後見人）として家督を預かることになった。この頃、対岸の三浦半島に進出してきた北条氏に対抗するため、大永6年（1526年）に品川・鎌倉（鶴岡八幡宮の戦い）を実堯とともに攻撃して当主としての器量を示した。だが、15歳を過ぎても実堯は実権を義豊に返還しなかった。また、重臣正木通綱（時綱）が実堯と接近して家中で大きな発言力を持ち始めた事に他の重臣の不満も高まった。このため、天文2年義豊は稲村城の実堯と正木通綱を襲撃して殺害する（通綱は脱出したものの傷の悪化で病没したという説もある）。だが、実堯の長男義堯は「父の仇討ち」と称して、通綱の遺児である正木時茂とともに叛旗を翻す。義豊が義堯を破ると、義堯も反撃して義豊を一時上総国内に追い払うなど戦いは一進一退だった。だが、翌年に入り義豊は武田氏の真里谷恕鑑（信清）らの協力を得て安房国に復帰したものの、犬掛の合戦で大敗して自害に追い込まれてしまった。享年21と伝えられている（天文の内訌）。

## 近年の研究
だが、近年になって永正・大永年間に義豊が発給した文書（最古のものは従来の生年とされた永正11年（1514年）より以前の永正9年（1512年）の文書）が存在することが知られるようになり、少なくとも義通が死亡したとされる段階において（永正15年（1518年）、実際は大永5年以降まで生存の可能性が高い）、義豊が既に元服していた可能性が濃厚となった。逆に言えば、実堯が里見氏の後見人、陣代であったとされる従来の記録は義堯の里見氏相続を正当化するために改竄された疑いが出てきたのである。現存最古の文書発給が義豊死去の22年前に行われている事実により、義豊の実際の享年は少なくとも30は越えていたものと思われる。また、義豊の居城についても最初から稲村城にあったというのが近年の有力説である。